# Коготас

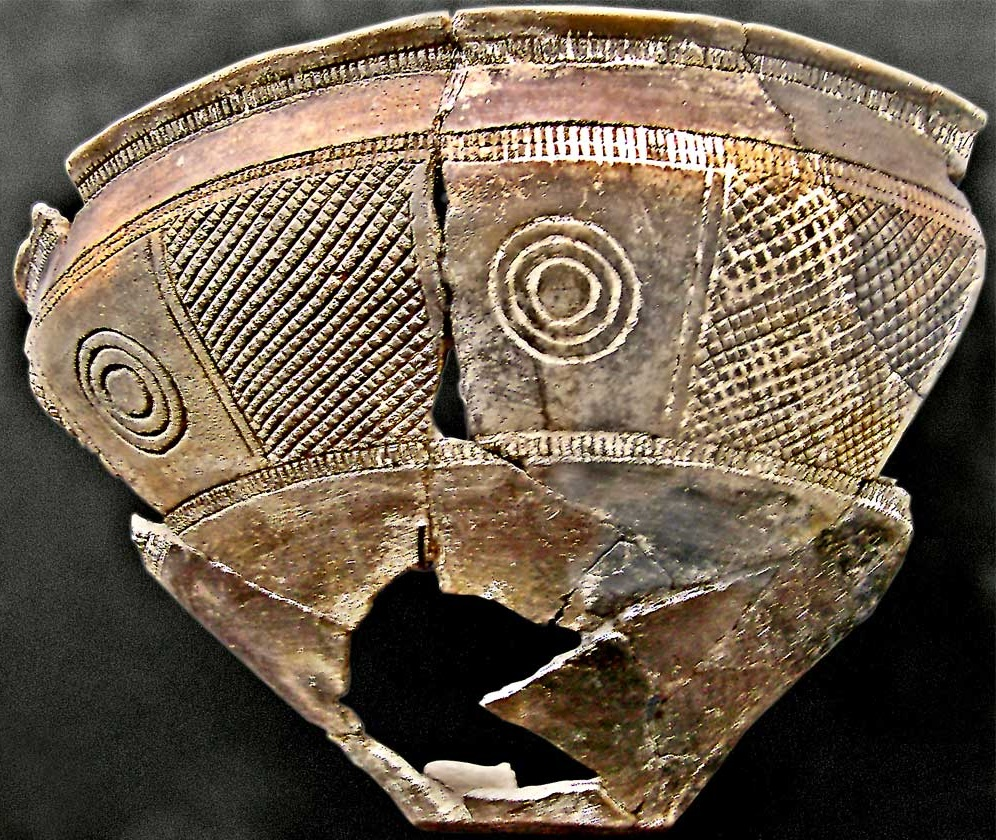
Культура Коготас І. Кераміка з інкрустацією.

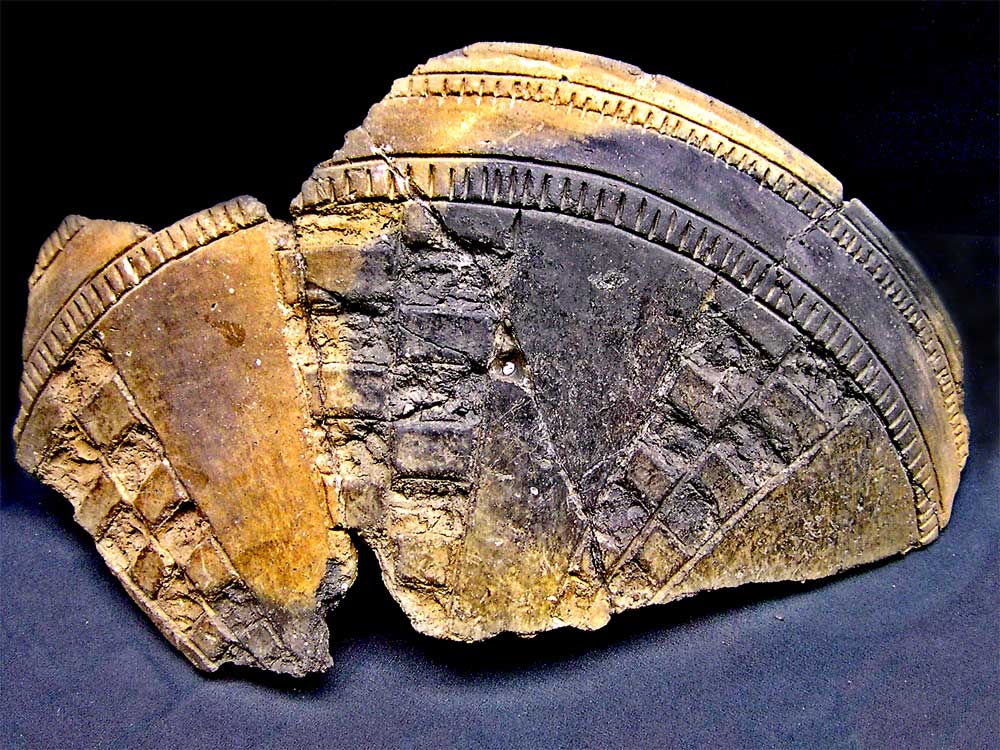
Культура Коготас І. Кераміка з насічками

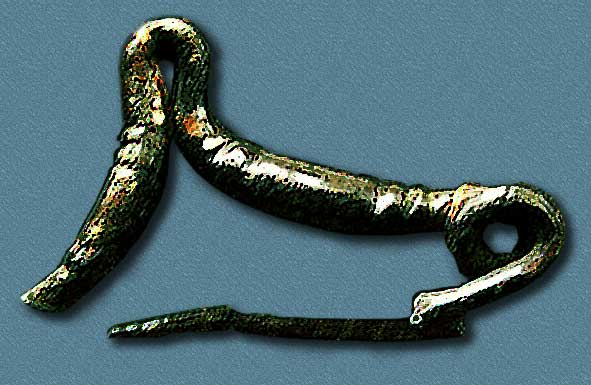
Культура Коготас І. Вигнута фібула

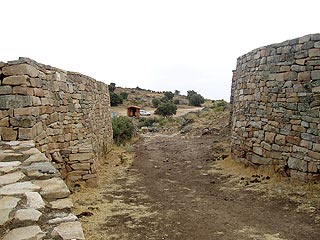
Культура Коготас II. Кастро-де-лас-Коготас. Реконструкція головних воріт.

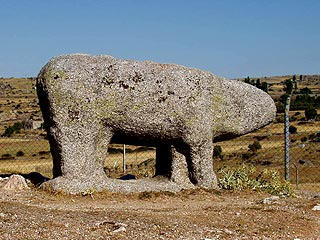
Культура Коготас II. Гранітний веррако на околицях муніципалітету Мінгорія.

Коготас або Лас-Коготас ( ісп. Las Cogotas ) - найменування археологічної пам'ятки на території муніципалітету Карденьоса в іспанській провінції Авіла, а також названих за цією пам'яткою кількох археологічних культур пізньої бронзової ( культура Коготас I ) і залізної доби (культура Коготас II ) на Іберському півострові.
Пам'ятник досліджував іспанський (галісійський) археолог Хуан Кабре у 1920-ті роки. Верхній шар Коготас являє собою класичне поселення веттонів - кельтського або принаймні індоєвропейського народу, який в епоху залізної доби мешкав на широкій території, що охоплювала сучасні провінції Авіла і Саламанка, а також частини Толедо, Самори, Касерес і Траз-уж-Монтеш в Португалії.

## Культура Протокоготас
Цей етап історії Месети є найменш вивченим, хоча низка археологічних пам'яток ( Los Tolmos de Caracena в провінції Сорія, Кохесес-дель-Монте в провінції Вальядолід, Абіа-де-ла-Обіспаліа в провінції Куенка, та низка інших) дозволяють говорити про культуру "Протокоготас» (формаційний етап культури Коготас, близько 1700-1550 рр. до н. е., відомий також як «горизонт Кохесес», «horizonte Cogeces»), заснованої на субстраті залишків традиції дзвоноподібних кубків, що зазнали впливу аргарської культури або Атлантичної бронзової доби. Ця культура не була представлена в Лас-Коготас, проте вже має характерні риси, які пізніше проявилися у культури Коготас I.

## Коготас I (нижній шар Коготас)
Відмінною характеристикою даної культури є чорна кераміка з особливою декорацією: насічками у вигляді геометричних мотивів, інкрустованих білою пастою ( es: Cerámica de Boquique ). Судини мали невеликий розмір, плоске дно та конічну форму. Це груба кераміка, що ймовірно використовувалася як кухонне начиння.
Хронологія культури Коготас I:
- формаційний етап, 1700 до н. е. (Протокоготас)
- кераміка з насічками та Boquique, 1550 р. до н. е.
- мережі торгових обмінів, 1350 до н. е.
- експансія культури, 1100 до н. е.
- зникнення, 1000 до н. е.

Про синхронні культури Піренейського півострова див. статті: культура Мотільяс, атлантична бронзова доба, Ель-Аргарська культура .

## Коготас II (верхній шар Коготас)
З початку 1 тис. до н. е. на територію Піренейського півострова з території сучасної Франції починають проникати групи індоєвропейців, у тому числі предки лузітан, а трохи згодом різні кельтські племена. Ті, хто прийшов, поступово займають північну, західну і центральну частини півострова, де утворюють нові культури на руїнах старих.
Характерною особливістю культури Коготас II є статуї веррако - кам'яні зображення бугаїв, розташовані на пасовищних землях, призначення яких поки що залишається малозрозумілим.
Збереглися й інші об'єкти матеріальної культури, наприклад, клепані кинджали, плоскі сокири, сокири з мідного сплаву, леза серпів, гранітні млинові жорна, пряслиця та ін.
Як і низка інших подібних поселень, Коготас був поділений на кілька функціональних районів, зокрема кілька ділянок для розміщення тварин і один некрополь. Скотарство відігравало важливу роль у житті веттонів, що жили тут, у зв'язку з чим вони часто споруджували зооморфні фігури ( веррако ).

### Укріплення-«кастро», пов'язані з культурою Коготас II
- es:Castro de los Castillejos, (Авіла)
- es:Castro de Ulaca, (Авіла)
- es:Castro de Las Paredejas у складі комплексу Ель-Берруеко, (Авіла)
- es:Castro de la Mesa de Miranda, (Авіла)
- es:Castro del Raso, (Авіла)